# Battaglia di Rathenow
La Battaglia di Rathenow fu il primo scontro tra le forze del Brandeburgo-Prussia e quelle della Svezia nella guerra suedo-brandeburghese (detta anche Guerra di Scania).
La battaglia ebbe luogo il 15 giugno 1675 e si concluse con la cattura della città di Rathenow da parte delle truppe brandeburghesi, dopo che questa era stata conquistata dalle truppe svedesi.
Gli svedesi, guidati dal colonnello Wangelin, avevano a loro disposizione circa 500 uomini; le forze del Brandeburgo, comandate dal feldmaresciallo Georg von Derfflinger e dal generale von Götze disponevano di 1500-2000 uomini in battaglia.

## Antefatto
Nel 1674, il Brandeburgo era entrato nella guerra franco-olandese contro la Francia ed aveva inviato il proprio esercito a combattere in Alsazia. Pertanto i francesi riuscirono a persuadere gli svedesi ad attaccare l'indifeso elettorato di Brandeburgo. Sul finire del 1674, le truppe svedesi avanzarono dalla Pomerania svedese nell'elettorato grazie all'assenza di contingenti significativi delle truppe brandeburghesi. Nel frattempo, il grosso dell'esercito brandeburghese era ancora impegnato a combattere i francesi in Baviera. Gli svedesi, che erano entrati in guerra di sorpresa sul fronte francese, al comando del feldmaresciallo Wrangel, riuscirono a penetrare nello stato e ad occupare la città di Brandeburgo senza incontrare resistenza. La città di Rathenow venne anch'essa occupata dalle truppe svedesi, dal momento che Wrangel era intenzionato ad attraversare l'Elba ad Havelberg da Rathenow e ad unirsi alle forze dell'Hannover. Il suo obbiettivo era quello di catturare l'importante fortezza brandeburghese di Magdeburgo. Per questo fine gli svedesi avanzarono sotto il comando del colonnello Wangelin ed occuparono Rathenow (e Havelberg), inizialmente per assicurarsi l'attraversamento e poi per giungere a Magdeburgo.
Sul fronte opposto, l'elettore di Brandeburgo, Federico Guglielmo I, era intenzionato a fermare l'avanzata degli svedesi, attaccando la retroguardia svedese e unendosi alle unità presenti nella fortezza di Magdeburgo.

## L'imboscata di Rathenow del 15 giugno 1675

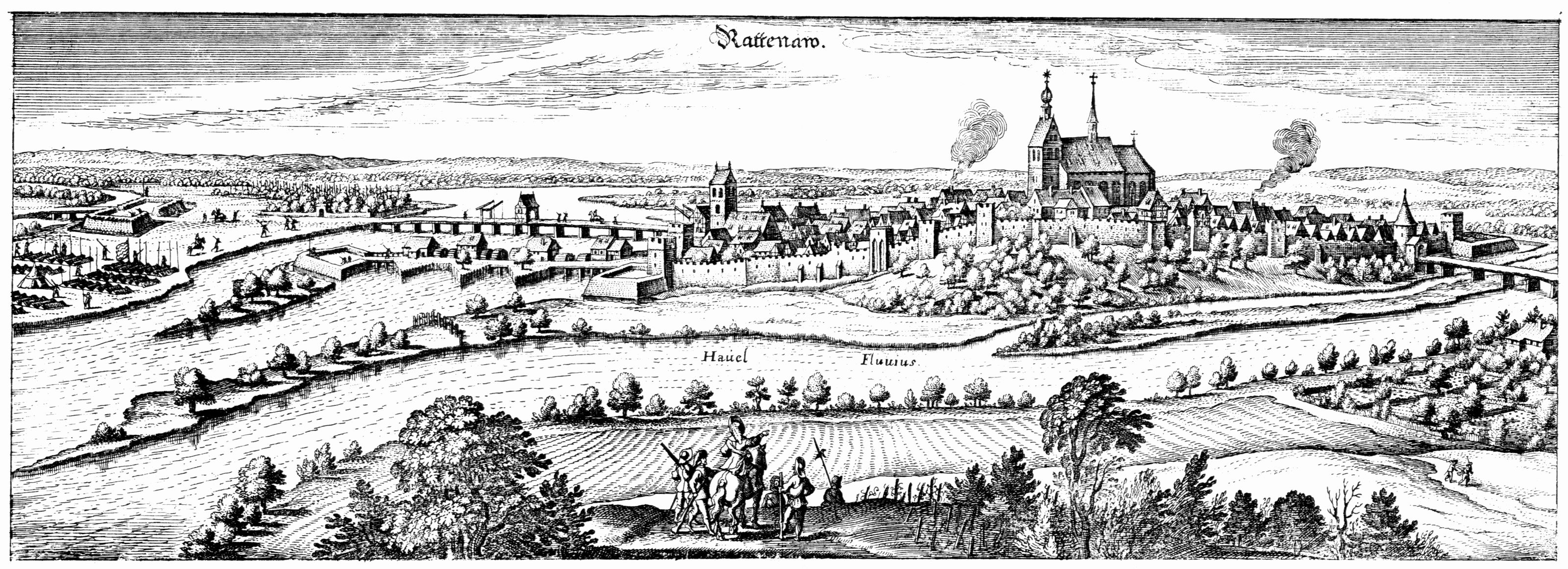
veduta della città di Rathenow nel 1633

La città di Rathenow era posta sulla riva est del fiume Havel, protetta a ovest da un'area paludosa tra le varie ramificazioni fluviali ed era circondata da un fossato. Delle sue fortificazioni medievali, pochi elementi erano sopravvissuti, ma questi offrivano un'adeguata protezione contro i nemici in previsione di lunghi assedi.
Il piano dei brandeburghesi era quello di assaltare la città dal cancello occidentale, noto come Haveltor. Le truppe avanzarono sotto la guida del feldmaresciallo Georg von Derfflinger alle 2:00. Derfflinger, che era stato al servizio degli svedesi dall'epoca della Guerra dei Trent'anni, condusse il proprio esercito alla testa di un gruppo di dragoni sin davanti ai nemici e si mise a parlare dicendo che: "era stato un tenente svedese del reggimento di Bulow della guarnigione di Brandeburgo e conosceva bene le truppe brandeburghesi".

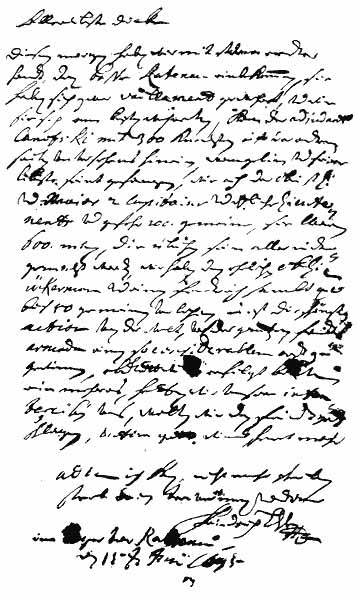
Lettera di Federico II d'Assia-Homburg del 15 giugno 1675 alla moglie

Nel frattempo, l'elettore fece avanzare 600 moschettieri al comando del maggiore generale von Götze verso la Mühlentor, altra porta della città. Qui iniziarono i veri e propri combattimenti della giornata e gli svedesi sembravano avere la meglio grazie alle fortificazioni della città. Un altro gruppo di unità brandeburghesi cercò di entrare da sud via acqua, venendo però inizialmente respinto. Al secondo attacco i brandeburghesi riuscirono a penetrare in città. L'assalto alla Muhlentor riuscì e anche il generale von Götze riuscì a irrompere. Dopo vigorosi combattimenti, la guarnigione svedese venne sconfitta e il suo comandante, il colonnello Wangelin, dovette arrendersi.
(Federico, langravio d'Assia)

## Conseguenze

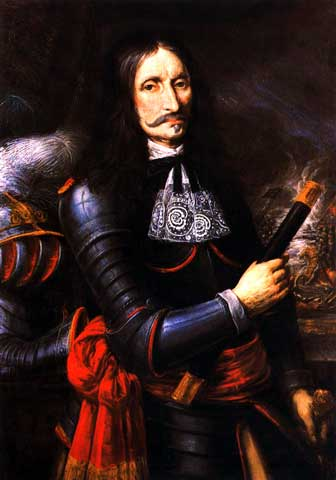
Il feldmaresciallo delle forze brandeburghesi nello scontro, Georg von Derfflinger

Il combattimento costò alla Svezia 200 morti e 270 prigionieri. Le truppe brandeburghesi persero in tutto un centinaio di uomini tra morti e gravemente feriti. Catturarono inoltre 500-600 cavalli agli svedesi.
Gli svedesi, percepiti prima di allora come degli eroi invincibili, subivano ora la loro prima sconfitta nel corso del conflitto e pertanto abbandonarono il loro progetto di attraversare l'Elba a Havelberg nelle vicinanze di Rathenow, per attaccare la fortezza di Magdeburgo. Al contrario, l'esercito svedese, si rivolse a nord per assicurarsi le linee di rifornimento per futuri scontri.
Nei giorni successivi, questa ritirata divenne sempre più disordinata per l'inseguimento serrato che mossero le truppe brandeburghesi ai loro nemici e si concluse il 28 giugno con la decisiva sconfitta degli svedesi nella battaglia di Fehrbellin.